# Alvar Ekström
Alvar Ekström, född 18 augusti 1901 i Stockholm, död 8 juli 1986, var en svensk ingenjör. 

## Biografi
Efter studentexamen i Saltsjöbaden 1919 utexaminerades Ekström från Kungliga Tekniska högskolans avdelning för elektroteknik 1924. Han var anställd vid Ingenjörsvetenskapsakademien 1926–28, vid Statens vattenfallsverk 1929–46 med placering i Porjus, Luleå, Skara, Trollhättan och Älvkarleby kraftverk  (förste driftsingenjör och chef för driftkontoret där 1939–46), överingenjör och chef för Gävle stads industriverk 1947–66 och gymnasieinspektör 1967–69. Under hans ledning genomfördes nedläggningen av Gävle stads spårvägar.
Ekström var ledamot av Svenska skytteförbundets överstyrelses verkställande utskott 1955–69 (vice ordförande 1960–69), av styrelsen för Gävleborgs skytteförbund 1963–74 (ordförande 1971–74, hedersordförande 1982), styrelseordförande för högre tekniska läroverket i Gävle 1959–62 (vice ordförande 1947–59), i Gävleborgs läns förening av Neurologiskt handikappades riksförbund 1972–82, Gävle Ryttarsällskaps handikappsektion 1974–82 och vice ordförande i Handikapporganisationernas Centralkommitté i Gävleborgs län 1976–82. Han utgav Det frivilliga skytteväsendets tävlingshandbok (tillsammans med andra 1947).

### Familj
Han var son till fil. dr. Alfred Ekström Signe (född Melin). Han gifte sig 1926 med Eivor Fries (1906–79) och fick sonen Allan Ekström.